# Johannes Offerhaus (1892-1966)
Johannes Offerhaus (Assen, 23 augustus 1892 – Siena, 22 september 1966) was een Nederlands bestuurder, hoogleraar en jurist.

## Leven en werk
Prof. dr. J. Offerhaus werd in 1892 in Assen geboren als zoon van de vicepresident van de arrondissementsrechtbank te Amsterdam mr. Leonardus Offerhaus (1863-1922) en diens eerste echtgenote Henriette Julie Dumont (1868-1911). Hij studeerde rechtswetenschappen aan de Universiteit van Amsterdam en promoveerde in 1918 aan deze universiteit op het proefschrift Nederlandsch Internationaal Bewijsrecht. Hij begon zijn carrière als advocaat te Amsterdam en Rotterdam. In 1941 werd hij benoemd tot hoogleraar burgerlijk, handels- en faillissementsrecht aan de Universiteit van Amsterdam. Later doceerde hij aan deze universiteit internationaal privaatrecht. In 1958 was Offerhaus eenmalig rechter ad hoc in het Internationaal Gerechtshof, voor de zaak Application of the Convention of 1902 Governing the Guardianship of Infants (Nederland/Zweden). Van 1946 tot 1958 was hij voorzitter van de Raad voor de Scheepvaart en van 1947 tot 1955 was hij voorzitter van de Nederlandse delegatie op de bijeenkomsten van het Comité Maritime International. In 1963-1964 was hij bovendien voorzitter van de Nederlandse Juristen-Vereniging.
Offerhaus trouwde op 11 mei 1922 met Louise Theodora Reynvaan (1896-1984), juridisch candidate; uit dit huwelijk werden drie kinderen geboren.